# Freie Poisson-Verteilung
In der freien Wahrscheinlichkeitstheorie ist die freie Poisson-Verteilung das Gegenstück zu der Poisson-Verteilung aus der üblichen Wahrscheinlichkeitstheorie.

## Definition
Die freie Poisson-Verteilung mit Parametern {\displaystyle \alpha } und {\displaystyle \lambda } ergibt sich in der freien Wahrscheinlichkeitstheorie als der Grenzwert der iterierten freien Faltung
{\displaystyle \left(\left(1-{\frac {\lambda }{N}}\right)\delta _{0}+{\frac {\lambda }{N}}\delta _{\alpha }\right)^{\boxplus N}}
für {\displaystyle N\to \infty }.
Genauer: Seien {\displaystyle X_{N}} Zufallsvariable, so dass {\displaystyle X_{N}} den Wert {\displaystyle \alpha } mit Wahrscheinlichkeit {\displaystyle \lambda /N} und den Wert 0 mit der Wahrscheinlichkeit {\displaystyle 1-\lambda /N} annimmt. Sei weiterhin die Familie {\displaystyle X_{1},X_{2},\ldots } frei unabhängig im Sinne der freien Wahrscheinlichkeitstheorie.
Dann ist die Verteilung von {\displaystyle X_{1}+\cdots +X_{N}} im Grenzwert {\displaystyle N\to \infty } durch eine freie Poisson-Verteilung mit den Parametern {\displaystyle \alpha } und {\displaystyle \lambda } gegeben.
Diese Definition ist analog zu einem entsprechenden Grenzwertsatz für die klassische Poisson-Verteilung bezüglich der klassischen Faltung.

## Explizite Form
Explizit hat die freie Poisson-Verteilung folgende Form
{\displaystyle \mu ={\begin{cases}(1-\lambda )\delta _{0}+\nu ,&{\text{wenn }}0\leq \lambda \leq 1\\\nu ,&{\text{wenn }}\lambda >1,\end{cases}}}
wobei
{\displaystyle \nu ={\frac {1}{2\pi \alpha t}}{\sqrt {4\lambda \alpha ^{2}-(t-\alpha (1+\lambda ))^{2}}}\,dt}
den Träger {\displaystyle [\alpha (1-{\sqrt {\lambda }})^{2},\alpha (1+{\sqrt {\lambda }})^{2}]} hat.
Ihre freien Kumulanten sind gegeben durch {\displaystyle \kappa _{n}=\lambda \alpha ^{n}}.

## Zusammenhang mit Zufallsmatrizen
Die freie Poisson-Verteilung taucht in der Theorie der Zufallsmatrizen als Marchenko-Pastur-Verteilung auf.